# Аделхайд фон Брауншвайг-Грубенхаген
Вижте пояснителната страница за други личности с името Аделхайд.
Аделхайд фон Брауншвайг-Грубенхаген (на немски: Adelheid Prinzessin von Braunschweig, на чешки: Adléta Brunšvická; * 1285, † 18 август 1320) е втората съпруга на крал Хайнрих VI от Каринтия.

## Произход
Тя е втората дъщеря на херцог Хайнрих I фон Брауншвайг-Грубенхаген (1267 – 1322) от род Велфи (Стар Дом Брауншвайг) и Агнес от Майсен (1264 – 1332) от род Ветини. Аделхайд е по-голяма сестра на византийската императрица Ирена Алемана, съпругата на византийския император Андроник III Палеолог.

## Кралица на Бохемия
Аделхайд се омъжва на 15 септември 1315 г. в Инсбрук за по-стария с 30 години бохемски крал Хайнрих VI от Каринтия (1265 – 1335) от род Майнхардини, който е херцог на Каринтия и Крайна (1310 – 1335), граф на Тирол (1310 – 1335), крал на Бохемия (1307 – 1310), маркграф на Моравия (1307 – 1310) и титулуван крал на Полша. Тя е неговата втора съпруга.
Без да види Бохемия и без да роди мъжки наследник, тя умира на 35 години с титлата бохемска кралица.

## Деца
Аделхайд има две деца:
- Аделхайд (* 1317, † 25 май 1325)
- Маргарета Тиролска (* 1318, † 3 октомври 1369), ∞ I: (14/16 септември 1330; разведена 1341) за Йохан Хайнрих Люксембургски (1322 – 1375); ∞ II: (10 февруари 1342 в дворец Тирол) за Лудвиг „Бранденбургер“ (1316 – 1361)